# Mark van Bommel
Mark Peter Gertruda Andreas van Bommel (Maasbracht, Limburgo, 22 de abril de 1977) es un exfutbolista y entrenador neerlandés. Actualmente está sin club.

## Trayectoria

### Como jugador
Nació en Maasbracht (Provincia de Limburgo) y empezó su carrera profesional en el Fortuna Sittard, en 1992. Sus colegas en Fortuna que luego se unirían al PSV junto a él fueron Wilfred Bouma y Kevin Hofland.

#### PSV
En 1999 fichó por el PSV Eindhoven. Con este equipo ganó un título de Liga en su primera temporada. Con el PSV volvió a ganar la liga tres veces más y se proclamó campeón de la Supercopa de los Países Bajos en tres ocasiones. Antes de marcharse de su club ganó la Copa de los Países Bajos al derrotar al Willem II por cuatro goles a cero.
En su última temporada con el club, después de haber ayudado al equipo a ganar el título de la liga holandesa y llegar a las semifinales de la Liga de Campeones, se esperaba que Van Bommel se uniera a su suegro Bert van Marwijk, quien en ese momento dirigía al Borussia Dortmund de la Bundesliga, pero optó por quedarse en el PSV hasta el final de la temporada 2004-05.

#### Barcelona
Buscando fortalecer su equipo que ya había ganado el título, Frank Rijkaard fichó a Van Bommel en una transferencia gratuita para el Barcelona.Previo a su traspaso, pasó el verano antes de mudarse a España aprendiendo el idioma español en un convento en Eindhoven.
Similar a su papel en el PSV, donde fue utilizado principalmente como mediocampista de contención, utilizando sus habilidades para ganar balones para complementar a los jugadores más hábiles que ya estaban en el club. Su única temporada en el Barça fue un gran éxito, ya que el club ganó La Liga y la Liga de Campeones 2005-06. Ganó su tercer trofeo con el club el 20 de agosto de 2006 cuando el equipo venció al Espanyol en la Supercopa de España 2006.

#### Bayern de Múnich
El 26 de agosto de 2006, el director del Bayern de Múnich, Uli Hoeneß, anunció que Van Bommel se uniría al club de la Bundesliga luego de que el Barcelona recibiera €6 millones por su ficha.Poco después de unirse al conjunto bávaro, demostró ser un jugador clave para ellos, aportando fuerza en el centro del campo. Después de que Oliver Kahn se retirara en 2008, fue escogido como capitán, convirtiéndose en el primer capitán no alemán del club.

#### AC Milan
El 25 de enero de 2011, Van Bommel firmó un contrato de seis meses con el AC Milan en forma gratuita tras rescindir su contrato con el Bayern.Se adaptó rápidamente al fútbol italiano y se convirtió en un habitual del equipo de Massimiliano Allegri, contribuyendo en gran medida a las convincentes victorias por 3-0 contra el Napoli y el Inter, rival de la ciudad. Fue titular en el partido contra la Roma del 7 de mayo de 2011 que le dio al club su 18º Scudetto.
El 17 de mayo de 2011, el club anunció que Van Bommel había ampliado su contrato por un año más.En su segunda temporada, continuó siendo titular y ocupó la posición de centrocampista defensivo durante toda la temporada. No obstante, decidió no quedarse una temporada más en el Milan, a pesar de que le ofrecieron un nuevo contrato.

#### Regreso al PSV
El 29 de abril de 2012, Van Bommel anunció que firmaría un contrato con el PSV, que confirmó el fichaje el 14 de mayo.Después de una temporada decepcionante en la que el club terminó segundo en la Eredivisie y perdió la final de la Copa KNVB ante el AZ, anunció su retirada del fútbol profesional el 12 de mayo de 2013.

### Como entrenador
Van Bommel comenzó su carrera como entrenador como como asistente técnico en enero de 2014, uniéndose a la selección sub-17 de Países Bajos con Maarten Stekelenburg.El 1 de septiembre de 2015 se unió a su suegro Bert van Marwijk en la selección de Arabia Saudita, donde trabajó como asistente durante dos años y más tarde lo acompañó también como su segundo en la selección de Australia.

#### PSV
El 22 de junio de 2018, el PSV anunció a Van Bommel como entrenador con un contrato de tres años en reemplazo de Phillip Cocu.Hizo su debut como entrenador en la Supercopa de los Países Bajos donde el equipo terminó cayendo ante el Feyenoord en la tanda de penaltis.El 16 de diciembre de 2019, fue despedido de su cargo con el equipo en cuarto lugar, tras una derrota ante el Feyenoord.

#### VfL Wolfsburgo
El 2 de junio de 2021, VfL Wolfsburgo presentó a Van Bommel como nuevo entrenador del club, en sustitución del saliente Oliver Glasner con un contrato de dos años.A pesar de obtener cuatro victorias consecutivas, una racha negativa que incluyó ocho partidos sin ganar en todas las competiciones provocó su despido el 24 de octubre.

#### Royal Antwerp
El 26 de mayo de 2022, Royal Antwerp nombró a Van Bommel como entrenador del club con un contrato de dos años.Ganó la Copa de Bélgica en su primera temporada luego de derrotar al KV Malinas por 2-0 en la final.También obtuvo la Jupiler Pro League después de empatar ante el K.R.C. Genk por 2-2 en la última jornada y cortó con un sequía de 66 años del club sin obtener una liga local.
En su segunda temporada, llevó al club a una segunda final de copa consecutiva, perdiendo por un solo gol ante el Union Saint-Gilloise el 9 de mayo de 2024.Unas semanas más tarde, anunció que dejaría su cargo al final de la temporada.

## Selección nacional
Ha sido internacional con la selección de fútbol de los Países Bajos en 79 ocasiones y ha marcado 10 goles. Su debut como internacional se produjo en octubre de 2000 en el partido Países Bajos 4:0 Chipre.
En el Mundial del 2006, Van Bommel disputó tres de los partidos de su país (todos excepto el partido contra Argentina, donde ambos equipos ya habían sellado su pase a los octavos de final del torneo). Fue sustituido dos veces en estos tres partidos. Su posición en el equipo era la de lateral derecho. Sus funciones consistían principalmente en desempeñar el papel de ancla en el mediocampo holandés de tres hombres en su formación habitual 4-3-3.
Después de que Marco van Basten se fue para dirigir al Ajax, el nuevo entrenador (y suegro), Bert van Marwijk, lo volvió a convocar de cara a la Copa Mundial de la FIFA 2010. Van Bommel formó parte del once inicial de la selección holandesa para el Mundial de 2010, dirigida por Van Marwijk.Tras la eliminación en la Eurocopa 2012, anunció su retiro del fútbol internacional.

### Participaciones en Copas del Mundo
| Mundial                        | Sede      | Resultado        | Partidos | Goles |
| ------------------------------ | --------- | ---------------- | -------- | ----- |
| Copa Mundial de Fútbol de 2006 | Alemania  | Octavos de final | 3        | 0     |
| Copa Mundial de Fútbol de 2010 | Sudáfrica | Subcampeón       | 7        | 0     |

### Participaciones en Eurocopas
| Eurocopa      | Sede              | Resultado        |
| ------------- | ----------------- | ---------------- |
| Eurocopa 2008 | Austria y Suiza   | Cuartos de final |
| Eurocopa 2012 | Ucrania y Polonia | Fase de grupos   |

## Estadísticas

### Como jugador

#### Clubes
- Actualizado hasta su retiro.

| Club                           | Temporada           | Liga  | Liga  | Liga   | Copas nacionales | Copas nacionales | Copas nacionales | Copas internacionales | Copas internacionales | Copas internacionales | Total | Total | Total  |
| Club                           | Temporada           | Part. | Goles | Asist. | Part.            | Goles            | Asist.           | Part.                 | Goles                 | Asist.                | Part. | Goles | Asist. |
| ------------------------------ | ------------------- | ----- | ----- | ------ | ---------------- | ---------------- | ---------------- | --------------------- | --------------------- | --------------------- | ----- | ----- | ------ |
| Fortuna Sittard · Países Bajos | 1992-93             | 1     | 0     | 0      | 0                | 0                | 0                | 0                     | 0                     | 0                     | 1     | 0     | 0      |
| Fortuna Sittard · Países Bajos | 1993-94             | 13    | 0     | 0      | 0                | 0                | 0                | 0                     | 0                     | 0                     | 13    | 0     | 0      |
| Fortuna Sittard · Países Bajos | 1994-95             | 31    | 7     | 0      | 0                | 0                | 0                | 0                     | 0                     | 0                     | 31    | 7     | 0      |
| Fortuna Sittard · Países Bajos | 1995-96             | 25    | 0     | 3      | 0                | 0                | 0                | 0                     | 0                     | 0                     | 25    | 0     | 3      |
| Fortuna Sittard · Países Bajos | 1996-97             | 19    | 0     | 1      | 0                | 0                | 0                | 0                     | 0                     | 0                     | 19    | 0     | 1      |
| Fortuna Sittard · Países Bajos | 1997-98             | 31    | 1     | 0      | 0                | 0                | 0                | 0                     | 0                     | 0                     | 31    | 1     | 0      |
| Fortuna Sittard · Países Bajos | 1998-99             | 31    | 5     | 1      | 4                | 0                | 1                | 2                     | 0                     | 0                     | 37    | 5     | 2      |
| Fortuna Sittard · Países Bajos | Total club          | 151   | 13    | 5      | 4                | 0                | 1                | 2                     | 0                     | 0                     | 157   | 13    | 6      |
| PSV Eindhoven · Países Bajos   | 1999-00             | 33    | 6     | 4      | 1                | 0                | 0                | 5                     | 0                     | 0                     | 39    | 6     | 4      |
| PSV Eindhoven · Países Bajos   | 2000-01             | 32    | 7     | 3      | 2                | 0                | 0                | 11                    | 2                     | 0                     | 45    | 9     | 3      |
| PSV Eindhoven · Países Bajos   | 2001-02             | 23    | 4     | 5      | 2                | 0                | 1                | 7                     | 2                     | 1                     | 32    | 6     | 7      |
| PSV Eindhoven · Países Bajos   | 2002-03             | 28    | 9     | 8      | 1                | 0                | 0                | 5                     | 0                     | 0                     | 34    | 9     | 8      |
| PSV Eindhoven · Países Bajos   | 2003-04             | 23    | 6     | 6      | 1                | 1                | 1                | 8                     | 1                     | 0                     | 32    | 8     | 7      |
| PSV Eindhoven · Países Bajos   | 2004-05             | 30    | 14    | 12     | 1                | 0                | 1                | 14                    | 2                     | 2                     | 45    | 16    | 15     |
| PSV Eindhoven · Países Bajos   | Total club          | 169   | 46    | 38     | 8                | 1                | 3                | 50                    | 7                     | 3                     | 227   | 54    | 44     |
| Barcelona · España             | 2005-06             | 24    | 2     | 7      | 5                | 1                | 2                | 9                     | 1                     | 0                     | 38    | 4     | 9      |
| Barcelona · España             | Total club          | 24    | 2     | 7      | 5                | 1                | 2                | 9                     | 1                     | 0                     | 38    | 4     | 9      |
| Bayern de Múnich · Alemania    | 2006-07             | 29    | 6     | 4      | 3                | 1                | 0                | 8                     | 1                     | 1                     | 40    | 8     | 5      |
| Bayern de Múnich · Alemania    | 2007-08             | 27    | 2     | 4      | 8                | 0                | 0                | 13                    | 1                     | 1                     | 48    | 3     | 5      |
| Bayern de Múnich · Alemania    | 2008-09             | 29    | 2     | 1      | 3                | 0                | 0                | 9                     | 1                     | 0                     | 41    | 3     | 1      |
| Bayern de Múnich · Alemania    | 2009-10             | 25    | 1     | 4      | 5                | 0                | 2                | 10                    | 1                     | 1                     | 40    | 2     | 7      |
| Bayern de Múnich · Alemania    | 2010-11             | 13    | 0     | 2      | 2                | 0                | 0                | 3                     | 0                     | 0                     | 18    | 0     | 2      |
| Bayern de Múnich · Alemania    | Total club          | 123   | 11    | 15     | 21               | 1                | 2                | 43                    | 4                     | 3                     | 187   | 16    | 20     |
| AC Milan · Italia              | 2010-11             | 14    | 0     | 1      | 2                | 0                | 0                | 0                     | 0                     | 0                     | 16    | 0     | 1      |
| AC Milan · Italia              | 2011-12             | 25    | 0     | 0      | 3                | 0                | 0                | 6                     | 0                     | 0                     | 34    | 0     | 0      |
| AC Milan · Italia              | Total club          | 39    | 0     | 1      | 5                | 0                | 0                | 6                     | 0                     | 0                     | 50    | 0     | 1      |
| PSV Eindhoven · Países Bajos   | 2012-13             | 28    | 6     | 3      | 4                | 1                | 0                | 3                     | 1                     | 1                     | 35    | 8     | 4      |
| PSV Eindhoven · Países Bajos   | Total club          | 28    | 6     | 3      | 4                | 1                | 0                | 3                     | 1                     | 1                     | 35    | 8     | 4      |
| Total en su carrera            | Total en su carrera | 534   | 78    | 70     | 47               | 4                | 8                | 113                   | 13                    | 7                     | 694   | 95    | 85     |

#### Selección
- Actualizado hasta su retiro.

| Selección                   | Año                  | Amistosos | Amistosos | Amistosos | Mundial | Mundial | Mundial | Europa | Europa | Europa | Total | Total | Total  |
| Selección                   | Año                  | Part.     | Goles     | Asist.    | Part.   | Goles   | Asist.  | Part.  | Goles  | Asist. | Part. | Goles | Asist. |
| --------------------------- | -------------------- | --------- | --------- | --------- | ------- | ------- | ------- | ------ | ------ | ------ | ----- | ----- | ------ |
| Sub-21 · Países Bajos       | 1996-00              | -         | -         | -         | -       | -       | -       | 27     | 0      | 0      | 27    | 0     | 0      |
| Sub-21 · Países Bajos       | Total                | 0         | 0         | 0         | 0       | 0       | 0       | 27     | 0      | 0      | 27    | 0     | 0      |
| Países Bajos · Países Bajos | 2000                 | 1         | 0         | 0         | 2       | 0       | 0       | -      | -      | -      | 3     | 0     | 0      |
| Países Bajos · Países Bajos | 2001                 | 2         | 1         | 0         | 5       | 3       | 1       | -      | -      | -      | 7     | 4     | 1      |
| Países Bajos · Países Bajos | 2002                 | 3         | 0         | 0         | -       | -       | -       | 2      | 0      | 0      | 5     | 0     | 0      |
| Países Bajos · Países Bajos | 2003                 | 2         | 0         | 0         | -       | -       | -       | 5      | 1      | 1      | 7     | 1     | 1      |
| Países Bajos · Países Bajos | 2004                 | 5         | 2         | 1         | 3       | 0       | 0       | -      | -      | -      | 8     | 2     | 1      |
| Países Bajos · Países Bajos | 2005                 | 1         | 0         | 0         | 3       | 0       | 1       | -      | -      | -      | 4     | 0     | 1      |
| Países Bajos · Países Bajos | 2006                 | 3         | 0         | 0         | 3       | 0       | 0       | -      | -      | -      | 6     | 0     | 0      |
| Países Bajos · Países Bajos | 2007                 | 0         | 0         | 0         | -       | -       | -       | -      | -      | -      | 0     | 0     | 0      |
| Países Bajos · Países Bajos | 2008                 | 3         | 0         | 0         | 3       | 1       | 1       | -      | -      | -      | 6     | 1     | 1      |
| Países Bajos · Países Bajos | 2009                 | 3         | 0         | 0         | 4       | 1       | 0       | -      | -      | -      | 7     | 1     | 0      |
| Países Bajos · Países Bajos | 2010                 | 3         | 1         | 1         | 7       | 0       | 0       | 4      | 0      | 0      | 14    | 1     | 1      |
| Países Bajos · Países Bajos | 2011                 | 2         | 0         | 0         | -       | -       | -       | 4      | 0      | 1      | 6     | 0     | 1      |
| Países Bajos · Países Bajos | 2012                 | 4         | 0         | 1         | -       | -       | -       | 2      | 0      | 0      | 6     | 0     | 1      |
| Países Bajos · Países Bajos | Total                | 32        | 4         | 3         | 30      | 5       | 3       | 17     | 1      | 2      | 79    | 10    | 8      |
| Total en selecciones        | Total en selecciones | 32        | 4         | 3         | 30      | 5       | 3       | 44     | 1      | 2      | 106   | 10    | 8      |

#### Resumen estadístico
| Competición           | Partidos | Goles | Asistencias | Promedio |
| --------------------- | -------- | ----- | ----------- | -------- |
| Liga                  | 534      | 78    | 70          | 0,14     |
| Copas nacionales      | 47       | 4     | 8           | 0,08     |
| Copas internacionales | 113      | 13    | 7           | 0,11     |
| Selección adulta      | 79       | 10    | 8           | 0,12     |
| Selección sub-21      | 27       | 0     | 0           | 0,00     |
| Total                 | 800      | 105   | 93          | 0,13     |

### Como entrenador
| Equipo                       | Div.                | Temporada           | Liga  | Liga | Liga | Liga | Liga |       | Copa | Copa | Copa | Copa  |    | Internacional | Internacional | Internacional | Internacional | Internacional |   | Otros | Otros | Otros | Otros |    | Totales     | Totales | Totales | Totales | Totales | Totales | Totales | Totales |
| Equipo                       | Div.                | Temporada           | Part. | G    | E    | P    | Pos. | Part. | G    | E    | P    | Part. | G  | E             | P             | Pos.          | Part.         | G             | E | P     | Part. | G     | E     | P  | Rendimiento | GF      | GC      | Dif.    |         |         |         |         |
| ---------------------------- | ------------------- | ------------------- | ----- | ---- | ---- | ---- | ---- | ----- | ---- | ---- | ---- | ----- | -- | ------------- | ------------- | ------------- | ------------- | ------------- | - | ----- | ----- | ----- | ----- | -- | ----------- | ------- | ------- | ------- | ------- | ------- | ------- | ------- |
| PSV Eindhoven · Países Bajos | 1.ª                 | 2018-19             | 34    | 26   | 5    | 3    | 2.º  | 2     | 1    | 0    | 1    | 8     | 2  | 2             | 4             | FG            | 1             | 0             | 1 | 0     | 45    | 29    | 8     | 8  | 70.37%      | 116     | 44      | +72     |         |         |         |         |
| PSV Eindhoven · Países Bajos | 1.ª                 | 2019-20             | 17    | 9    | 4    | 4    | Inc. | -     | -    | -    | -    | 12    | 6  | 3             | 3             | FG            | 1             | 0             | 0 | 1     | 30    | 15    | 7     | 8  | 57.78%      | 59      | 40      | +19     |         |         |         |         |
| PSV Eindhoven · Países Bajos | Total               | Total               | 51    | 35   | 9    | 7    | -    | 2     | 1    | 0    | 1    | 20    | 8  | 5             | 7             | -             | 2             | 0             | 1 | 1     | 75    | 44    | 15    | 16 | 65.34%      | 175     | 84      | +91     |         |         |         |         |
| VfL Wolfsburgo · Alemania    | 1.ª                 | 2021-22             | 9     | 4    | 1    | 4    | Inc. | 1     | 0    | 0    | 1    | 3     | 0  | 2             | 1             | Inc.          | -             | -             | - | -     | 13    | 4     | 3     | 6  | 38.46%      | 11      | 18      | -7      |         |         |         |         |
| VfL Wolfsburgo · Alemania    | Total               | Total               | 9     | 4    | 1    | 4    | -    | 1     | 0    | 0    | 1    | 3     | 0  | 2             | 1             | -             | -             | -             | - | -     | 13    | 4     | 3     | 6  | 38.46%      | 11      | 18      | -7      |         |         |         |         |
| Royal Antwerp · Bélgica      | 1.ª                 | 2022-23             | 40    | 25   | 8    | 7    | 1.º  | 6     | 4    | 1    | 1    | 6     | 3  | 2             | 1             | 4ªF           | -             | -             | - | -     | 52    | 32    | 11    | 9  | 68.59%      | 90      | 42      | +48     |         |         |         |         |
| Royal Antwerp · Bélgica      | 1.ª                 | 2023-24             | 40    | 16   | 10   | 14   | 6.º  | 6     | 4    | 1    | 1    | 8     | 3  | 0             | 5             | FG            | 1             | 0             | 1 | 0     | 55    | 23    | 12    | 20 | 49.09%      | 88      | 71      | +17     |         |         |         |         |
| Royal Antwerp · Bélgica      | Total               | Total               | 80    | 41   | 18   | 21   | -    | 12    | 8    | 2    | 2    | 14    | 6  | 2             | 6             | -             | 1             | 0             | 1 | 0     | 107   | 55    | 23    | 29 | 58.57%      | 178     | 113     | +65     |         |         |         |         |
| Total en su carrera          | Total en su carrera | Total en su carrera | 140   | 80   | 28   | 32   | -    | 15    | 9    | 2    | 4    | 37    | 14 | 9             | 14            | -             | 3             | 0             | 2 | 1     | 195   | 103   | 41    | 51 | 59.83%      | 364     | 215     | +149    |         |         |         |         |
| 1. 2. 3.                     |                     |                     |       |      |      |      |      |       |      |      |      |       |    |               |               |               |               |               |   |       |       |       |       |    |             |         |         |         |         |         |         |         |

#### Resumen por competiciones
| Competición                        | Partidos | Ganados | Empatados | Perdidos | Ganados % |
| ---------------------------------- | -------- | ------- | --------- | -------- | --------- |
| Eredivisie                         | 51       | 35      | 9         | 7        | 74.51%    |
| Copa de los Países Bajos           | 2        | 1       | 0         | 1        | 50%       |
| Supercopa de los Países Bajos      | 2        | 0       | 1         | 1        | 16.67%    |
| Bundesliga                         | 9        | 4       | 1         | 4        | 48.14%    |
| Copa de Alemania                   | 1        | 0       | 0         | 1        | 0%        |
| Primera División de Bélgica        | 80       | 41      | 18        | 21       | 58.75%    |
| Copa de Bélgica                    | 12       | 8       | 2         | 2        | 72.23%    |
| Supercopa de Bélgica               | 1        | 0       | 1         | 0        | 33.33%    |
| Liga de Campeones de la UEFA       | 21       | 6       | 4         | 11       | 34.92%    |
| Liga Europa de la UEFA             | 10       | 5       | 3         | 2        | 60%       |
| Liga Europa Conferencia de la UEFA | 6        | 3       | 2         | 1        | 61.11%    |
| TOTAL                              | 195      | 103     | 41        | 51       | 59.83%    |

## Palmarés

### Como jugador

#### Campeonatos nacionales
| Título                        | Club            | País         | Año     |
| ----------------------------- | --------------- | ------------ | ------- |
| Eerste Divisie                | Fortuna Sittard | Países Bajos | 1994-95 |
| Eredivisie                    | PSV Eindhoven   | Países Bajos | 1999-00 |
| Supercopa de los Países Bajos | PSV Eindhoven   | Países Bajos | 2000    |
| Eredivisie                    | PSV Eindhoven   | Países Bajos | 2000-01 |
| Supercopa de los Países Bajos | PSV Eindhoven   | Países Bajos | 2001    |
| Eredivisie                    | PSV Eindhoven   | Países Bajos | 2002-03 |
| Supercopa de los Países Bajos | PSV Eindhoven   | Países Bajos | 2003    |
| Eredivisie                    | PSV Eindhoven   | Países Bajos | 2004-05 |
| Copa de los Países Bajos      | PSV Eindhoven   | Países Bajos | 2004-05 |
| Supercopa de España           | FC Barcelona    | España       | 2005    |
| Primera División de España    | FC Barcelona    | España       | 2005-06 |
| Supercopa de España           | FC Barcelona    | España       | 2006    |
| Copa de la Liga de Alemania   | Bayern Múnich   | Alemania     | 2006-07 |
| Bundesliga                    | Bayern Múnich   | Alemania     | 2007-08 |
| Copa de Alemania              | Bayern Múnich   | Alemania     | 2007-08 |
| Bundesliga                    | Bayern Múnich   | Alemania     | 2009-10 |
| Copa de Alemania              | Bayern Múnich   | Alemania     | 2009-10 |
| Serie A                       | AC Milan        | Italia       | 2010-11 |
| Supercopa de Italia           | AC Milan        | Italia       | 2011    |
| Supercopa de los Países Bajos | PSV Eindhoven   | Países Bajos | 2012    |

#### Copas internacionales
| Título                       | Club         | Sede    | Año   |
| ---------------------------- | ------------ | ------- | ----- |
| Liga de Campeones de la UEFA | FC Barcelona | Francia | 05-06 |

### Como entrenador

#### Campeonatos nacionales
| Título                      | Club          | País    | Año     |
| --------------------------- | ------------- | ------- | ------- |
| Copa de Bélgica             | Royal Antwerp | Bélgica | 2022-23 |
| Primera División de Bélgica | Royal Antwerp | Bélgica | 2022-23 |
| Supercopa de Bélgica        | Royal Antwerp | Bélgica | 2023    |

### Distinciones individuales
| Distinción                             | Año  |
| -------------------------------------- | ---- |
| Talento del año en los Países Bajos    | 1999 |
| Futbolista del año en los Países Bajos | 2001 |
| Bota de oro de los Países Bajos        | 2005 |
| Futbolista del año en los Países Bajos | 2005 |